# Paschimbanga Bangla Akademi
Die Paschimbanga Bangla Akademi ist eine Institution, die 1986 von der Regierung von Westbengalen gegründet wurde, um die bengalische Sprache sowie deren Literatur und Kultur zu fördern. Ihr Sitz befindet sich in der Landeshauptstadt Kalkutta, einem Zentrum bengalischer Kultur.  
Die Akademie soll das bengalische sprachliche Erbe bewahren und verbreiten. Sie unterstützt dazu Schriftsteller, Forscher und Akademiker, indem sie ihre Werke veröffentlicht und literarische Veranstaltungen, Konferenzen und Sprachwettbewerbe organisiert.

## Geschichte
Die Paschimbanga Bangla Akademi wurde am 20. Mai 1986 in Kalkutta gegründet und untersteht dem Informations- und Kulturministerium der Regierung von Westbengalen. Sie verfolgt das Ziel, die bengalische Sprache und Literatur in der Region zu fördern. Inspiriert von Einrichtungen wie der Bangla Academy in Bangladesch und der Académie française wurde sie als offizielles Sprachregulierungsorgan konzipiert.

## Ziele
Die Hauptaufgabe der Akademie besteht darin, die bengalische Rechtschreibung und Grammatik zu vereinheitlichen und zu reformieren, Wörterbücher, Enzyklopädien und Terminologien zu erstellen sowie die bengalische Sprache und Kultur in Westbengalen zu fördern. Sie bietet auch eine Plattform für Autoren und Forscher zur Veröffentlichung und Verbreitung ihrer Arbeiten und organisiert Workshops, Schreibwettbewerbe und Seminare zur Förderung junger Schriftsteller und der literarischen Kontinuität.

## Aktivitäten
Jedes Jahr organisiert die Paschimbanga Bangla Akademi zahlreiche Aktivitäten zur Förderung der bengalischen Sprache und Kultur, darunter Konferenzen, Debatten und Seminare zu sprachlichen, literarischen und kulturellen Themen. Ein wichtiger Höhepunkt ist der Internationale Tag der Muttersprache am 21. Februar.
Darüber hinaus verleiht die Akademie jährlich Literaturpreise für herausragende Beiträge in den Bereichen Poesie, Prosa, Essayistik und Literaturwissenschaft.

## Veröffentlichungen
Die Akademie spielt eine zentrale Rolle bei der Herausgabe von Nachschlagewerken, Zeitschriften und Wörterbüchern. Sie gibt u. a. ein offizielles Wörterbuch der bengalischen Sprache heraus, das bei Wissenschaftlern und Studierenden weit verbreitet ist. Zu den bedeutendsten Veröffentlichungen zählt die Rabindra-Rachanabali-Reihe, eine Sammlung der Gesamtausgabe von Rabindranath Tagores Werken.

## Internationale Zusammenarbeit
Die Paschimbanga Bangla Akademi pflegt enge Beziehungen zu ähnlichen Institutionen, insbesondere zur Bangla Akademi in Bangladesch. Beide arbeiten an literarischen und kulturellen Projekten zusammen und fördern die Verbindung zwischen den bengalischen Gemeinschaften in Indien und Bangladesch.

## Verbindung zu Frankreich
Die Akademie unterhält auch Verbindungen zu französischen Institutionen. In Zusammenarbeit mit der Alliance Française du Bengale und dem französischen Generalkonsulat in Kalkutta wurden kulturelle Veranstaltungen wie Literaturfestivals und künstlerische Austauschprogramme organisiert. Diese Initiativen fördern den kulturellen Dialog zwischen Bengalen und Frankreich im Sinne gemeinsamer Werte wie sprachliche Vielfalt und literarisches Erbe.

## Sitz
Der Hauptsitz der Akademie befindet sich im Nandan-Rabindra-Sadan-Komplex in Kalkutta. Dieses Gebäudeensemble umfasst Theater, Kunstgalerien und Räume für Musik und darstellende Künste, was es zu einem geeigneten Umfeld für die kulturellen und bildungspolitischen Ziele der Akademie macht.